# Aspidura trachyprocta
Espèce
Aspidura trachyprocta est une espèce de serpents de la famille des Natricidae.

## Répartition
Cette espèce est endémique du Sri Lanka.

## Description
C'est un serpent ovipare.

## Publication originale
- Cope, 1860 : Catalogue of Colubridae in the Museum of the Academy of Natural Sciences of Philadelphia. Proceedings of the Academy of Natural Sciences of Philadelphia, vol. 12, p. 74-79 (texte intégral).